# 12397 Петербраун
12397 Петербраун (12397 Peterbrown) — астероїд головного поясу, відкритий 27 березня 1995 року.
Тіссеранів параметр щодо Юпітера — 3,176.